# Samson Mikiciński
Samson Mikiciński (ur. w lipcu 1885 k. Bielska Podlaskiego, zm. 28 marca 1941 w Hajfie) – polski Żyd, emisariusz Rządu RP na uchodźstwie. 

## Życiorys
Urodził się w 1885 w powiecie Bielsk Podlaski. Pochodził ze spolonizowanej rodziny żydowskiej. Podczas I wojny światowej służył w armii rosyjskiej. Trafił do szpitala (przypuszczalnie jako sanitariusz), w którym przebywali ranni żołnierze niemieccy. Miał pomóc w dojściu do zdrowia niemieckiemu oficerowi ze sławnego rodu, (późniejszemu członkowi Oberkommando der Wehrmacht). W czasie wojny domowej w Rosji walczył w szeregach Armii Ochotniczej Antona Denikina po stronie białych i dosłużył stopnia kapitana. Po rewolucji wyemigrował do Paryża. 
W Polsce pojawił się w 1928. Pracował dla różnych firm zagranicznych. Dwa lata przed wybuchem wojny zatrudnił się w biurze turystycznym Argos w Warszawie. Następnie po wykupieniu 50% akcji kolejnej firmy turystycznej Poltur stał się jej udziałowcem. Zarabiał głównie na pomocy w emigracji Żydom austriackim i niemieckim. W pierwszej połowie lat 30. w związku z jego osobą toczyły się głośne sprawy (głównie skargi o nadużycia natury materialnej), m.in. na początku 1934 fakt wypłaty mu przez wiceburmistrza dwukrotnie tej samej sumy czy eksmisyjna przed sądem grodzkim, jako że nie zapłacił całej kwoty za wykup mieszkania. Został skazany przez starostwo grodzkie Warszawa-Śródmieście na 500 złotych grzywny za posługiwanie się fałszywym tytułem konsula Republiki Peruwiańskiej. W październiku 1934 był w gronie aresztowanych działaczy Zrzeszenia Bezpartyjnych Żydów (w tym prezesa, dr. B. Suchotina) wobec ujawnienia nadużyć w sekcji turystycznej tej organizacji. Później odsiadywał karę pozbawienia wolności, a po wyjściu z więzienia ujawniono na początku stycznia 1935 nową aferę z jego udziałem dotyczącą sprzedaży mebli obłożonych sekwestrem.
Podczas podróży poznał chilijskiego dyplomatę Hectora Brionesa Luco, dzięki któremu otrzymał paszport dyplomatyczny. Po ucieczce z Warszawy w nocy z 5 na 6 września 1939 przez Wilno udało mu się wraz z hrabiną Ireną Potocką wyjechać do Paryża. We Francji zgłosił się do Władysława Sikorskiego i Stanisława Kota, oferując swą pomoc w kontaktach między Paryżem i Warszawą. Następnie podjął się podczas podróży do Warszawy zabrać pocztę i pieniądze. Podczas kłopotów w podróży w Berlinie pomocy udzielił mu pracownik Abwehry, Erich Nobis. Mikiciński wywiózł z Polski żony dwóch oficerów wywiadu. Po udanych ewakuacjach zlecono mu wywiezienie żony generała Sosnkowskiego, Jadwigi Sosnkowskiej i córki generała Sikorskiego Zofii Leśniowskiej. Pierwszą wywiózł z okupowanej Polski na Zachód na początku 1940 jako swoją szóstą żonę, jednocześnie przewożąc kosztowności. Dzięki swoim kontaktom z oddziałem Abwehry we Wrocławiu wydostał także z obozu w Radogoszczu pod Łodzią szwagra wiceministra Zygmunta Gralińskiego, Karola Eigera aresztowanego z powodu żydowskiego pochodzenia. Wywiózł go początkowo do Bukaresztu, a następnie na Cypr, skąd do Palestyny do Samodzielnej Brygady Strzelców Karpackich. Za zasługi przyznano mu Order Odrodzenia Polski. Przewoził także pieniądze i meldunki z Bukaresztu do Warszawy. 
Z powodu błyskotliwych akcji i handlu walutami wzbudził podejrzenia służb francuskich, belgijskich i w końcu polskich. Zaczęto podejrzewać go o kontakty z wywiadem niemieckim. Już na przełomie 1939/1940 oficerowie Oddziału II zainteresowali się działaniami Mikicińskiego i powstał plan wrzucenia go do Sekwany.
Członkowie Związku Walki Zbrojnej ustalił, że Mikiciński pozostawał pod ochroną oddziału Abwehry. Minister Kot miał być ostrzegany przed nim zarówno przez brytyjski Secret Intelligence Service, jak i francuski kontrwywiad. Pojawiły się głosy, że działa na rzecz nie tylko Polaków, ale też Żydów i Niemców.
W 1941 poseł Chile w Belgii i Mikiciński zostali przeniesieni do Stambułu w Turcji. Tam po spreparowaniu zarzutu kolportowania fałszywych funtów szterlingów przez pracownika II Oddziału Mojżesza Szapiro, znanego też jako Edward Szarkiewicz, za wiedzą służb tureckich i brytyjskich podejrzewany o współpracę z Abwehrą został aresztowany 16 stycznia 1941 w Stambule. Uprowadzony, został przetransportowany w worku samolotem brytyjskim na Bliski Wschód do Palestyny, z międzylądowaniem na Cyprze. Osadzony w więzieniu Citadel w Hajfie. Podczas przesłuchań nie wypierał się znajomości z oficerami Abwehry. Utrzymywał, że nie przekazywał im żadnych informacji, a jedynie sowicie opłacał za opiekę. Zeznaniom tym jednak nie dano wiary.
Wcześniej, w trakcie działań kontrwywiadowczych polskie służby: wywiad ZWZ oraz ekspozytura „R” Oddziału II ustaliły, że Mikiciński, jako jeden z nielicznych, miał w okupowanej Polsce status dyplomatyczny jako domniemany konsul chilijski, pomimo iż Niemcy odebrały taki status wszystkim dyplomatom akredytowanym przy rządzie R.P. Mikiciński w Bukareszcie oraz innych miastach i obozach internowania... zbierał znaczne kwoty w celu wypłacenia ich (za 15 proc. prowizją) rodzinom w okupowanej Polsce, nie obawiając się zdemaskowania przez Niemców. Rzekome nawiązanie przez Chile stosunków dyplomatycznych z Polską (po 20 latach ich braku) miało nastąpić po wybuchu wojny, Note Verbale z 9 października 1940, podpisaną przez chilijskiego charge d'affaires przy rządzie belgijskim. Podczas swego pobytu w okupowanej Polsce, w tym w Warszawie Mikiciński nie respektował podstawowych zasad konspiracji. Ustalono, iż podróżował samochodem Abwehry, towarzyszyli mu dwaj oficerowie Abwehry, m.in. kpt. Erich Nobis; w Warszawie często odwiedzał siedzibę Gestapo przy Al. Szucha. Próbą zamaskowania rzeczywistego charakteru działań Mikicińskiego była demonstracyjnie przeprowadzona rewizja w jego mieszkaniu przez patrol Abwehry w asyście policji oraz ogłoszenie o tym w gadzinówce „Warschauer Zeitung”, co nigdy dotąd (ani później) się nie zdarzyło. Podczas przesłuchania przez polskie służby Mikiciński zeznał, że „na 3-4 tygodnie przed wybuchem wojny został urzędnikiem poselstwa Chile w Warszawie. Wobec wybuchu wojny nie zdążono ustalić jego pensji”. Było to oczywistym kłamstwem, ponieważ Republika Chile nie miała wtedy nawiązanych stosunków dyplomatycznych z Polską (w październiku 1939 był sekretarzem poselstwa Chile w Belgii).
28 marca 1941 podczas transportu na kolejne przesłuchanie z więzienia w Hajfie został zastrzelony przez Edwarda Szarkiewicza (według relacji Kazimierza Iranka-Osmeckiego podczas próby ucieczki, a według W.T. Kowalskiego w Jerozolimie). Miejsce pochówku prawdopodobnie w okolicach Hajfy.
Według relacji K. Iranka-Osmeckiego „Mikiciński był rosły, barczysty, miał grube rysy, wyłupiaste oczy i obwisłe wargi, robił odpychające wrażenie; nie zatajał w swoich zeznaniach roztaczanej nad nim opieki przez Abwehrę”, ale „nie przyznawał się, że był agentem Abwehry”, jednak „świadczenia na rzecz prof. S. Kota i przewożenie pieniędzy do Polski były maską dla usług oddawanych Abwehrze. Mikiciński był podwójnym agentem i w myśl zasady z żelazną konsekwencją przez ten typ agentów stosowanej, lojalność i wierność zachowywał dla jednej tylko strony – tej silniejszej”.